# Dok si uz mene
Dok si uz mene je šesti album hrvatskog pjevača Harija Rončevića koji sadrži 12 pjesama. Objavljen je 1999. godine.

## Popis pjesama
1. "Kada jednom ovom zafalim se tilu"
2. "Reci mi da znam"
3. "Dok si uz mene"
4. "Ako me želiš"
5. "Obrazi od silikona"
6. "Još ne znam kud s tobom"
7. "Živim najbolje što znam"
8. "Nazovi me"
9. "Zauvijek ostat' ću mlad"
10. "Splite, volim te"
11. "Mi noćas imamo zadnju"
12. "Obrazi od silikona"